# Yo soy
Yo soy è un singolo della cantante messicana Paulina Rubio, pubblicato il 14 ottobre 2021 su etichetta discografica Sony Music.